# Callimetopus lumawigi
Callimetopus lumawigi là một loài bọ cánh cứng trong họ Cerambycidae.